# Philemon en Baucis

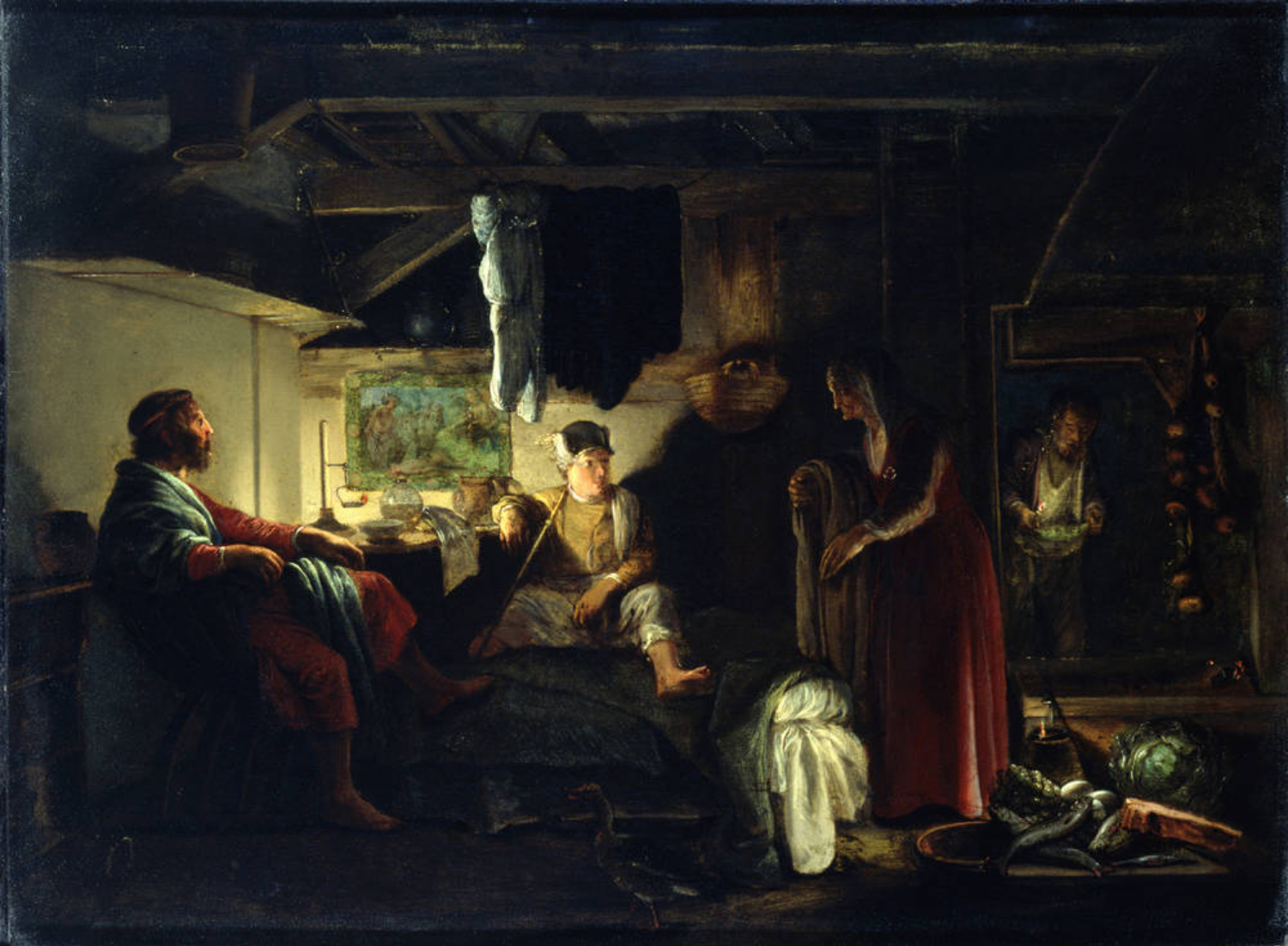
Philemon en Baucis, Adam Elsheimer, 1600. Gemäldegalerie Alte Meister, Dresden

Philemon en Baucis is een verhaal van de Romeinse dichter Ovidius waarin de goden gastvrijheid belonen. Het verhaal staat in zijn Metamorfosen, boek 8, 626-724.

## Verhaal
Een oud echtpaar Philemon en Baucis in Tyana krijgt op een dag bezoek van Zeus en Hermes (c.q. hun Romeinse tegenhangers Jupiter en Mercurius), die zich voordoen als twee vreemdelingen. Ondanks hun armoede ontvangen ze de gasten met open armen en zetten hen een heerlijk maal voor. In de loop van het verhaal wordt al duidelijk dat er iets bijzonders is met de bezoekers, zo raakt bijvoorbeeld de kruik met wijn niet leeg.
Om hun gasten extra te verwennen, besluiten Philemon en Baucis hun gans te slachten. Baucis rent erachteraan, maar het beest loopt telkens van haar weg. Als de gans bij de oppergod op schoot gaat zitten, maken de bezoekers hun ware identiteit bekend. Uit dankbaarheid voor de gastvrije ontvangst, die de rest van het dorp niet heeft aangeboden, nemen de goden hun gastheer en -vrouw mee naar de heuvel. Vervolgens wordt het hele dorp, behalve de hut van Philemon en Baucis, overspoeld door een zondvloed.
Zeus en Hermes vragen of Philemon en Baucis een wens hebben die zij kunnen vervullen als dank voor de gastvrijheid. Philemon en Baucis wensen niets liever dan hun leven lang de twee goden aanbidden. Het kleine hutje verandert plots in een grote tempel.
Ook wilden Philemon en Baucis niets liever dan bij elkaar blijven, en als het uur sloeg dat een van hen zou sterven, de ander mee mocht gaan. Zo gebeurde het dat op een dag voor de tempel Philemon en Baucis in een eik en een linde veranderden. Nog vele jaren hebben ze daar gestaan, hun stammen vervlochten.

## Bron en motief
Het besef van de heiligheid van gastvrijheid was in de oudheid wijdverbreid. Vermoedelijk heeft Ovidius een volksverhaal uit Klein-Azië gebruikt als bron voor het verhaal, waarin het motief is verwerkt dat teruggaat op Oudgriekse literatuur waarbij een voornaam personage ontvangen wordt in een nederig onderkomen.

### Motief in de Bijbel
In de Hebreeuwse Bijbel komen verhalen voor over gastvrijheid die parallellen vertonen met het Baucis-en-Philemonmotief:
- Abraham en Sara onthalen drie vreemdelingen, die God en twee engelen blijken te zijn (Genesis 18). De twee engelen bezoeken daarna Lot, die hen beschermt. Sodom en Gomorra worden verwoest (Genesis 19). In het Nieuwe Testament wordt hiernaar verwezen in het voorschrift: "… houd de gastvrijheid in ere, want zo hebben sommigen zonder het te weten engelen ontvangen" (Hebreeën 13:2).
- Een arme weduwe gaf de profeet Elia tijdens een hongersnood haar laatste voedsel. Als beloning raakte haar voorraad meel en olie niet op totdat het weer had geregend (1 Koningen 17:7-16).

In indirecte zin is de reactie van de mensenmassa op een wonder door de apostelen Paulus en Barnabas in Lystra mogelijk een verwijzing naar het verhaal over de goden die een bezoek aan mensen brengen: "De menigte schreeuwde (…): 'De goden zijn tot ons neergedaald in menselijke gedaante.' Barnabas noemden ze Zeus en Paulus Hermes" (Handelingen 14:11-12).

## Doorwerking

### Muziek
- In 1773 schreef Joseph Haydn de opera Philemon und Baucis oder Jupiters Reise auf die Erde
- Charles Gounod schreef zijn opéra comique Philémon et Baucis in 1860.